# Alamine Ousmane Mey
Pour les articles homonymes, voir Mey (homonymie).
Alamine Ousmane Mey, né le 26 février 1966 à Kousséri, est un homme d'affaires camerounais. Il est ministre des Finances du Cameroun de 2011 à 2018.
Depuis 2018, il est ministre de l’Économie, de la Planification et de l'Aménagement du territoire.

## Biographie
Fils de l'ancien gouverneur Abba Ousmane Mey et élevé dans une famille de classe moyenne, Alamine Ousmane Mey étudie l'électronique en Allemagne à l'Université technique de Rhénanie-Westphalie à Aix-la-Chapelle, en Belgique et en Turquie. En 1993, il entre à la banque CCEI (qui deviendra Afriland First Bank), et en est promu directeur général en 2003,. En 2004, il pilote le lancement de I-CARD, le premier porte-monnaie électronique dans la sous-région d'Afrique centrale.
Les 26 et 27 avril 2010, accompagné de deux autres hommes d'affaires camerounais, il accompagne Paul Biya, président de la République à un sommet sur la création d'entreprise à Washington.
Le 9 décembre 2011, il est nommé ministre des Finances du Cameroun. Sous son mandat, le pipeline Lom Pangar est achevé et le Cameroun passe le cap des 5 % de croissance dans un contexte financier international moribond. Il mène des réformes de simplification des procédures et de modernisation des administrations. Sous son impulsion, le premier site internet du ministère des finances camerounais est lancé.
En décembre 2012, il met un point d'honneur à défendre et réguler le secteur de la microfinance qu'il identifie comme un excellent vecteur de croissance du pays. En février 2014, il fait fermer 84 établissements de microfinance illégaux au Cameroun, et rappelle à l'ordre les autres l'année suivante pour faire respecter scrupuleusement les règles en vigueur.

## Prix et récompenses
- Prix Afrikan Banker, ministre des Finances de l’année (2016)[1]